# Schmetterlingseffekt
Schmetterlingseffekt – singel promujący wydaną w 2007 roku płytę rapera Bass Sultan Hengzt pt. Der Schmetterlingseffekt. Utwór ten różni się spokojniejszym nastrojem od wcześniejszych singli.